# 沼津市立第三小学校
沼津市立第三小学校（ぬまづしりつ だいさんしょうがっこう）は、静岡県沼津市下香貫にある公立小学校。

## 沿革
- 1886年（明治19年）10月22日 - 「尋常楊原小学校」設立[1]。
- 1887年（明治20年）7月7日 - 「楊原尋常小学校」に改称[1]。
- 1898年（明治31年）4月1日 - 「駿東郡楊原尋常高等小学校」に改称[1]。
- 1928年（昭和3年）4月1日 - 「沼津市第三尋常小学校」に改称[1]。
- 1936年（昭和11年）10月22日 - 開校50周年式を挙行[1]。
- 1939年（昭和14年）10月22日 - 現在地に移転、落成式を挙行[1]。
- 1941年（昭和16年）4月1日 - 「沼津市第三国民学校」に改称[1]。
- 1947年（昭和22年）4月1日 - 「沼津市立第三小学校」に改称[1]。
- 1986年（昭和61年）10月22日 - 創立100周年記念、記念碑設立、タイムカプセルを埋める[1]。

## 関連事項
- 静岡県小学校一覧